# غاريت جونز
غاريت جونز (بالإنجليزية: Garrett Jones)‏ (و. 1981  م) هو لاعب كرة قاعدة، من الولايات المتحدة، ولد في هارفي، يلعب كقاعدي أول ‏.

## روابط خارجية
- غاريت جونز على موقع دوري كرة القاعدة الرئيسي (الإنجليزية)
- غاريت جونز على موقع الدوري الياباني لكرة القاعدة (الإنجليزية)
- غاريت جونز على موقعبيزبول رفرنس.كوم (الدوري الرئيسي) (الإنجليزية)
- غاريت جونز على موقعبيزبول رفرنس.كوم (الدوري الثانوي) (الإنجليزية)
- غاريت جونز على موقع إي إس بي إن.كوم (أم.أل.بي) (الإنجليزية)
- غاريت جونز على موقع مشجعي الرسوم البيانية (الإنجليزية)